# 3D XPoint
3D XPoint (تلفظ: تری-دی کراس پوینت) یک فناوری حافظه غیر فرار (NVM) است که توسط شرکت‌های اینتل و میکرون به‌طور مشترک توسعه داده شد و اکنون دیگر تولید نمی‌شود. این فناوری در جولای 2015 معرفی شد و از آوریل 2017 تا جولای 2022 در بازار آزاد با نام تجاری Optane (محصول اینتل) در دسترس بود.
ذخیره اطلاعات در این فناوری بر اساس تغییر مقاومت حجمی انجام می‌شود که همراه با آرایه‌ای از دسترسی به داده‌ها به‌صورت شبکه‌ای پشته‌ای و با استفاده از پدیده‌ای به نام Ovonic Threshold Switch (OTS) صورت می‌گیرد.
قیمت اولیه این حافظه‌ها کمتر از حافظه‌های DRAM ولی بیشتر از حافظه‌های فلش بود.
به‌عنوان یک حافظه غیر فرار، 3D XPoint دارای ویژگی‌هایی است که آن را از سایر حافظه‌های RAM و NVRAM موجود متمایز می‌کند. با اینکه نسل‌های اولیه 3D XPoint از نظر ظرفیت یا سرعت چندان قابل‌توجه نبودند، اما این فناوری برای تولید برخی از سریع‌ترین SSDهای موجود تا سال 2019 با تأخیر نوشتن پایین مورد استفاده قرار گرفت.
از آنجا که این حافظه به‌طور ذاتی سریع و byte-addressable است، نیازی به استفاده از تکنیک‌هایی مانند read-modify-write و حافظه نهان که برای بهبود عملکرد SSDهای سنتی استفاده می‌شوند، نیست. علاوه بر این، چیپست‌هایی مانند Cascade Lake با پشتیبانی داخلی از 3D XPoint طراحی شده‌اند، که امکان استفاده از آن به‌عنوان دیسک کش یا شتاب‌دهنده را فراهم می‌کنند. این حافظه همچنین به اندازه‌ای سریع است که بتوان از آن به‌عنوان NVRAM یا حافظه پایدار (persistent memory) در قالب DIMM استفاده کرد.

## تاریخچه
توسعه
توسعه فناوری 3D XPoint حدود سال 2012 آغاز شد. شرکت‌های اینتل و میکرون پیش از این فناوری‌های دیگری در حوزه حافظه‌های غیر فرّار phase-change memory (PCM) توسعه داده بودند. مارک دورکان از شرکت میکرون بیان کرد که معماری 3D XPoint با نسل‌های پیشین PCM متفاوت است و از مواد شیشه کالکوژنید هم برای بخش انتخاب‌کننده (selector) و هم بخش ذخیره‌سازی حافظه استفاده می‌کند. این مواد در مقایسه با مواد PCM سنتی مانند GST (Germanium-Antimony-Tellurium) سریع‌تر و پایدارتر هستند.
امروزه 3D XPoint به‌عنوان زیرمجموعه‌ای از فناوری ReRAM شناخته می‌شود. بر اساس ثبت اختراعات، از طیف وسیعی از مواد می‌توان به‌عنوان مواد شیشه کالکوژنید در این فناوری استفاده کرد.
3D XPoint بر اساس مقاومت الکتریکی عمل می‌کند و به‌صورت bit-addressable است. شباهت‌هایی بین این فناوری و حافظه resistive random-access memory (ReRAM) که توسط شرکت Crossbar Inc. در حال توسعه است، مشاهده شده، اما فیزیک ذخیره‌سازی در 3D XPoint متفاوت است. به طور خاص، در سلول‌های حافظه این فناوری، به‌جای ترانزیستورها، از threshold switches به‌عنوان انتخاب‌کننده استفاده شده است.
توسعه‌دهندگان 3D XPoint اعلام کرده‌اند که این فناوری بر تغییرات مقاومت در ماده حجمی (bulk material) استوار است. برایان کرزانیچ، مدیرعامل وقت Intel، در پاسخ به سوالاتی درباره ماده مورد استفاده در 3D XPoint اظهار داشت که مکانیزم تغییر مبتنی بر «ویژگی‌های ماده حجمی» است.
Intel همچنین بیان کرده که 3D XPoint از فناوری phase-change یا ممریستور استفاده نمی‌کند، هرچند این ادعا توسط برخی از تحلیل‌گران مستقل مورد تردید قرار گرفته است.
طبق گزارش شرکت TechInsights که در زمینه مهندسی معکوس فعالیت می‌کند، 3D XPoint از ماده germanium-antimony-tellurium (GST) با محتوای کم سیلیکون به‌عنوان ماده ذخیره‌سازی داده استفاده می‌کند. دسترسی به این ماده از طریق Ovonic Threshold Switches (OTSes) انجام می‌شود که از ترکیب selenium-germanium-silicon در یک ساختار سه‌جزئی (ternary phase) و با دوپینگ آرسنیک ساخته شده‌اند.
3D XPoint به‌عنوان پرکاربردترین حافظه مستقل (standalone) شناخته می‌شود که مبتنی بر ذخیره‌سازی بار الکتریکی نیست. این در حالی است که سایر حافظه‌های جایگزین مانند ReRAM یا Magnetoresistive RAM (MRAM) عمدتاً در پلتفرم‌های embedded توسعه یافته‌اند و به‌طور گسترده به‌عنوان حافظه مستقل استفاده نشده‌اند.
تولید اولیه
در اواسط سال 2015، شرکت اینتل برند Optane را برای محصولات ذخیره‌سازی مبتنی بر فناوری 3D XPoint معرفی کرد. در همین زمان، شرکت Micron نیز با استفاده از برند QuantX اعلام کرد که این حافظه‌ها با قیمتی تقریباً نصف حافظه‌های DRAM اما 4 تا 5 برابر قیمت حافظه‌های فلش به فروش خواهند رسید.
در ابتدا، یک کارخانه تولید ویفر در لحی، یوتا که تحت مدیریت شرکت IM Flash Technologies LLC (یک سرمایه‌گذاری مشترک بین Intel و Micron) فعالیت می‌کرد، در سال 2015 مقادیر کمی از تراشه‌های 128 گیگابیتی تولید کرد. این تراشه‌ها شامل دو صفحه 64 گیگابیتی پشته‌شده بودند. تولید انبوه این تراشه‌ها در اوایل 2016 پیش‌بینی شد و انتظار می‌رفت طی 12 تا 18 ماه آغاز شود.
در اوایل 2016، شرکت IM Flash اعلام کرد که نسل اول درایوهای حالت‌جامد (SSD) می‌توانند به 95000 IOPS دست یابند، با تأخیر بسیار پایین 9 میکروثانیه. این تأخیر کم، عملکرد IOPS را در عمق‌های پایین صف برای عملیات تصادفی به‌طور چشمگیری افزایش می‌دهد.
در Intel Developer Forum 2016، اینتل تخته‌های توسعه 140 گیگابایتی مبتنی بر PCI Express (PCIe) را به نمایش گذاشت که در بنچمارک‌ها نسبت به SSDهای فلش مبتنی بر PCIe NAND بهبود 2.4 تا 3 برابری نشان می‌دادند. در تاریخ 19 مارس 2017، اینتل اولین محصول خود را معرفی کرد: یک کارت PCIe که در نیمه دوم سال 2017 در دسترس قرار گرفت.
استقبال و عملکرد
با وجود استقبال اولیه نسبتاً سرد هنگام عرضه، فناوری 3D XPoint، به‌ویژه در قالب محصولات Optane اینتل، به‌شدت مورد تحسین قرار گرفت و برای وظایفی که به ویژگی‌های خاص آن نیاز دارند، به‌طور گسترده توصیه شد.
Storage Review در آگوست 2018 گزارش داد که برای بارهای کاری با تأخیر کم، 3D XPoint توانسته است 500,000 IOPS پایدار 4K را برای خواندن و نوشتن با تأخیر 3 تا 15 میکروثانیه ارائه دهد و تأکید کرد که "در حال حاضر هیچ فناوری دیگری به آن نزدیک نمی‌شود."
تامز هاردویر در دسامبر 2017، در بررسی Optane 900p، این محصول را به یک "موجود افسانه‌ای" تشبیه کرد که باید آن را از نزدیک دید تا باور کرد و گزارش داد که این محصول سرعت بهترین دستگاه‌های مصرفی قبلی را دو برابر کرده است.
وب‌سایت ServeTheHome در سال 2017 نتیجه گرفت که در آزمایش‌های خواندن، نوشتن و بارهای کاری ترکیبی، SSDهای Optane به‌طور مداوم حدود 2.5 برابر سریع‌تر از بهترین SSDهای دیتاسنتری قبلی اینتل، یعنی P3700 NVMe، عمل کرده‌اند.
همچنین AnandTech اشاره کرد که SSDهای مصرفی مبتنی بر Optane از نظر عملکرد انتقال‌های بزرگ مشابه بهترین SSDهای غیر 3D XPoint هستند، اما عملکرد انتقال‌های بزرگ SSDهای Optane سازمانی به‌طور قابل توجهی از هر دو گروه پیشی گرفته است.
فروش کارخانه لحی و توقف تولید
در تاریخ 16 مارس 2021، شرکت Micron اعلام کرد که توسعه فناوری 3D XPoint را متوقف می‌کند تا به توسعه محصولات مبتنی بر Compute Express Link (CXL) بپردازد، زیرا تقاضا برای این فناوری کافی نبود. کارخانه Lehi که در ابتدا برای تولید 3D XPoint طراحی شده بود، هیچ‌گاه به‌طور کامل مورد استفاده قرار نگرفت و در نهایت به تگزاس اینسترومنتس به مبلغ 900 میلیون دلار فروخته شد.
Intel در آن زمان پاسخ داد که توانایی تأمین محصولات Intel Optane تحت تأثیر قرار نخواهد گرفت. با این حال، این شرکت پیش‌تر در ژانویه 2021 خط تولید مصرفی محصولات Optane خود را متوقف کرده بود. در جولای 2022، اینتل اعلام کرد که بخش Optane را به‌طور کامل به پایان خواهد رساند و عملاً توسعه فناوری 3D XPoint را متوقف می‌کند.

## سازگاری
اینتل
اینتل بین "Intel Optane Memory" و "Intel Optane SSDs" تفاوت قائل می‌شود. به‌عنوان یک مؤلفه حافظه، Optane نیاز به پشتیبانی خاص از چیپ‌ست و پردازنده دارد. اما به‌عنوان یک SSD معمولی، Optane با دامنه وسیعی از سیستم‌ها سازگار است و نیازهای اصلی آن مشابه سایر SSDها است، یعنی تنها نیاز به اتصال به سخت‌افزار، پشتیبانی از سیستم‌عامل، BIOS/UEFI و درایورهای پشتیبانی‌کننده از NVMe و سیستم خنک‌کنندگی مناسب دارد.
. به‌عنوان یک SSD استاندارد مبتنی بر NVMe-PCIe: دستگاه‌های Optane می‌توانند به‌عنوان عنصر ذخیره‌سازی در یک SSD معمولی استفاده شوند، معمولاً در فرمت کارت ام.2، فرمت پی‌سی‌آی اکس‌پرس یا فرمت U.2 standalone. زمانی که Optane به‌عنوان یک SSD معمولی استفاده می‌شود (در هر یک از این فرمت‌ها)، نیازمندی‌های سازگاری آن مشابه سایر SSDهای سنتی است. بنابراین، سازگاری تنها به این بستگی دارد که آیا سخت‌افزار، سیستم‌عامل و درایورها می‌توانند از NVMe و SSDهای مشابه پشتیبانی کنند. بنابراین، SSDهای Optane با دامنه وسیعی از چیپ‌ست‌ها و پردازنده‌های قدیمی و جدید (شامل چیپ‌ست‌ها و پردازنده‌های غیر اینتل) سازگار هستند.
. به‌عنوان حافظه یا دستگاه شتاب‌دهنده داخلی: دستگاه‌های Optane همچنین می‌توانند به‌عنوان NVDIMM (حافظه اصلی غیر فرّار) یا برای نقش‌های خاص کشینگ یا شتاب‌دهنده استفاده شوند، اما برخلاف نقش‌های عمومی SSD، این استفاده نیاز به سخت‌افزار جدیدتری دارد زیرا چیپ‌ست و مادربرد باید به‌طور خاص برای کار با Optane در این نقش‌ها طراحی شده باشند.
میکرون
شرکت میکرون درایوهای SSD NVMe AIC (مانند QuantX X100) را ارائه داد که سازگاری با سیستم‌های دارای پشتیبانی از NVMe را حفظ می‌کنند. با این حال، پشتیبانی بومی به‌عنوان دستگاه شتاب‌دهنده فراهم نیست (اگرچه می‌توان از ذخیره‌سازی سطحی یا tiered storage استفاده کرد).